# إرفين نويتينك
إرفين نويتينك (بالهولندية: Erwin Nuytinck)‏ هو لاعب كرة قدم هولندي في مركز الوسط، ولد في 17 يناير 1994 في خوس في هولندا. لعب مع نادي إكسلسيور.